# 2015년 FIFA 발롱도르
2015년 FIFA 발롱도르는 2016년 1월 11일 스위스 취리히에서 시상식이 열렸다. 케이트 압도와 제임스 네즈빗이 시상식 사회자를 맡았다

## FIFA 발롱도르
| 순위 | 선수                  | 국적         | 클럽                             | 득표율  |
| ---- | --------------------- | ------------ | -------------------------------- | ------- |
| 1위  | 리오넬 메시           | 아르헨티나   | 바르셀로나                       | 41.33%  |
| 2위  | 크리스티아누 호날두   | 포르투갈     | 레알 마드리드                    | 27.76%  |
| 3위  | 네이마르              | 브라질       | 바르셀로나                       | 7.86%   |
| 4위  | 로베르트 레반도프스키 | 폴란드       | 바이에른 뮌헨                    | 4.17%   |
| 5위  | 루이스 수아레스       | 우루과이     | 바르셀로나                       | 3.38%   |
| 6위  | 토마스 뮐러           | 독일         | 바이에른 뮌헨                    | 2.21%   |
| 7위  | 마누엘 노이어         | 독일         | 바이에른 뮌헨                    | 1.97%   |
| 8위  | 에덴 아자르           | 벨기에       | 첼시                             | 1.33%   |
| 9위  | 안드레스 이니에스타   | 스페인       | 바르셀로나                       | 1.24%   |
| 10위 | 알렉시스 산체스       | 칠레         | 아스널                           | 1.18%   |
| 11위 | 즐라탄 이브라히모비치 | 스웨덴       | 파리 생제르맹                    | 1.13%   |
| 12위 | 야야 투레             | 코트디부아르 | 맨체스터 시티                    | 0.89%   |
| 13위 | 세르히오 아궤로       | 아르헨티나   | 맨체스터 시티                    | 0.86%   |
| 14위 | 하비에르 마스체라노   | 아르헨티나   | 바르셀로나                       | 0.79%   |
| 15위 | 폴 포그바             | 프랑스       | 유벤투스                         | 0.72%   |
| 16위 | 가레스 베일           | 웨일스       | 레알 마드리드                    | 0.65%   |
| 17위 | 아르투로 비달         | 칠레         | 유벤투스 / 바이에른 뮌헨         | 0.58%   |
| 18위 | 케빈 더 브라위너      | 벨기에       | VfL 볼프스부르크 / 맨체스터 시티 | 0.47%   |
| 19위 | 하메스 로드리게스     | 콜롬비아     | 레알 마드리드                    | 0.45%   |
| 20위 | 카림 벤제마           | 프랑스       | 레알 마드리드                    | 0.40%   |
| 21위 | 토니 크로스           | 독일         | 레알 마드리드                    | 0.2931% |
| 22위 | 아르연 로번           | 네덜란드     | 바이에른 뮌헨                    | 0.2930% |
| 23위 | 이반 라키티치         | 크로아티아   | 바르셀로나                       | 0.05%   |

## FIFA 올해의 여자 선수
| 순위 | 선수             | 국적   | 클럽                          | 득표율 |
| ---- | ---------------- | ------ | ----------------------------- | ------ |
| 1위  | 칼리 로이드      | 미국   | 휴스턴 대시                   | 35.28% |
| 2위  | 첼리아 샤시치    | 독일   | 1. FFC 프랑크푸르트           | 12.60% |
| 3위  | 미야마 아야      | 일본   | 웨스턴 뉴욕 플래시            | 9.88%  |
| 4위  | 호프 솔로        | 미국   | 시애틀 레인                   | 9.84%  |
| 5위  | 나딘 앙거러      | 독일   | 브리즈번 로어 / 포틀랜드 손스 | 8.14%  |
| 6위  | 메건 러피노      | 미국   | 시애틀 레인                   | 7.23%  |
| 7위  | 아망딘 앙리      | 프랑스 | 올랭피크 리옹                 | 6.57%  |
| 8위  | 외제니 르 소메르 | 프랑스 | 올랭피크 리옹                 | 4.32%  |
| 9위  | 라모나 바흐만    | 스위스 | FC 로셍오르드                 | 3.74%  |
| 10위 | 카데이샤 뷰캐넌  | 캐나다 | 웨스트버지니아 마운티니어스   | 2.40%  |

## FIFA 올해의 남자 축구 감독
| 순위 | 감독                  | 국적       | 팀                  | 득표율 |
| ---- | --------------------- | ---------- | ------------------- | ------ |
| 1위  | 루이스 엔리케         | 스페인     | 바르셀로나          | 31.08% |
| 2위  | 주제프 과르디올라     | 스페인     | 바이에른 뮌헨       | 22.97% |
| 3위  | 호르헤 삼파올리       | 아르헨티나 | 칠레                | 9.47%  |
| 4위  | 마시밀리아노 알레그리 | 이탈리아   | 유벤투스            | 9.04%  |
| 5위  | 디에고 시메오네       | 아르헨티나 | 아틀레티코 마드리드 | 7.62%  |
| 6위  | 조제 모리뉴           | 포르투갈   | 첼시                | 6.01%  |
| 7위  | 카를로 안첼로티       | 이탈리아   | 레알 마드리드       | 5.54%  |
| 8위  | 우나이 에메리         | 스페인     | 세비야              | 3.30%  |
| 9위  | 아르센 벵거           | 프랑스     | 아스널              | 3.01%  |
| 10위 | 로랑 블랑             | 프랑스     | 파리 생제르맹       | 1.96%  |

## FIFA 올해의 여자 축구 감독
| 순위 | 감독            | 국적     | 팀                  | 득표율 |
| ---- | --------------- | -------- | ------------------- | ------ |
| 1위  | 질 엘리스       | 미국     | 미국                | 42.98% |
| 2위  | 사사키 노리오   | 일본     | 일본                | 17.79% |
| 3위  | 마크 샘프슨     | 웨일스   | 잉글랜드            | 10.68% |
| 4위  | 토마스 뵈얼레   | 독일     | 바이에른 뮌헨       | 7.01%  |
| 5위  | 콜린 벨         | 잉글랜드 | 1. FFC 프랑크푸르트 | 5.96%  |
| 6위  | 로라 하비       | 잉글랜드 | 시애틀 레인         | 3.53%  |
| 7위  | 파리드 벤스티티 | 프랑스   | 파리 생제르맹       | 3.39%  |
| 8위  | 칼레 바를링     | 스웨덴   | 스웨덴              | 3.36%  |
| 9위  | 존 허드먼       | 잉글랜드 | 캐나다              | 3.11%  |
| 10위 | 제라르 프레쉬   | 프랑스   | 올랭피크 리옹       | 2.19%  |

## FIFA/FIFro 월드 베스트 XI
| 포지션 | 선수                | 국적       | 클럽          |
| ------ | ------------------- | ---------- | ------------- |
| GK     | 마누엘 노이어       | 독일       | 바이에른 뮌헨 |
| DF     | 치아구 시우바       | 브라질     | 파리 생제르맹 |
| DF     | 마르셀루            | 브라질     | 레알 마드리드 |
| DF     | 세르히오 라모스     | 스페인     | 레알 마드리드 |
| DF     | 다니 아우베스       | 브라질     | 바르셀로나    |
| MF     | 안드레스 이니에스타 | 스페인     | 바르셀로나    |
| MF     | 루카 모드리치       | 크로아티아 | 레알 마드리드 |
| MF     | 폴 포그바           | 프랑스     | 유벤투스      |
| FW     | 네이마르            | 브라질     | 바르셀로나    |
| FW     | 리오넬 메시         | 아르헨티나 | 바르셀로나    |
| FW     | 크리스티아누 호날두 | 포르투갈   | 레알 마드리드 |

## FIFA 푸슈카시상
| 선수        | 국적   | 클럽         |
| ----------- | ------ | ------------ |
| 웬데우 리라 | 브라질 | 고이아네시아 |